# Örn (île)
Pour les articles homonymes, voir Örn.
Örn est une île inhabitée d'Islande située dans les îles Vestmann.